# María Luisa Carnelli
María Luisa Carnelli (La Plata, 31 de enero de 1898 - Buenos Aires, 4 de mayo de 1987) fue una poetisa, escritora, periodista y corresponsal de guerra argentina. Sus artículos fueron publicados en diversos diarios y revistas de la época y entre sus letras más difundidas se encuentran los tangos Se va la vida, Cuando llora la milonga y Pa'l cambalache, grabado por Carlos Gardel.

## Actividad profesional
Nació en la ciudad de La Plata, capital de la provincia de Buenos Aires, a media cuadra del Paseo del Bosque, parque que caracteriza a esa ciudad. Fue uno de los diez hijos de Julia Serna y Enrique Carnelli.
Sus hermanos varones escuchaban tango a escondidas, porque sus padres no querían que esa música ―que en esa época se consideraba prostibularia― entrara en el hogar. Según su propio comentario, los muchachos le quitaban la bocina al gramófono para escuchar el sonido el disco directamente desde el roce de la púa. En una ocasión, una de las hermanas bailó un tango en una casa de familia; su padre, al enterarse, le dio una golpiza.

Desde muy chica escribí versos. Cursé el colegio normal y luego me casé. A partir de ese momento comenzó mi trayectoria de periodista, fueron algunas colaboraciones para la revista El Hogar, y luego en todas las revistas y diarios de Buenos Aires.
María Luisa Carnelli (entrevista, 1980)

Carnelli fue una mujer independiente y fue transgresora no solo en lo referente al tango: políticamente se atrevió a adoptar la ideología izquierdista, renegando así de su origen burgués. Se casó muy joven, tuvo un hijo y al poco tiempo se separó ―en Argentina no existía el divorcio en esa época, por lo que no se podía volver a casar legalmente―.
Se radicó en Buenos Aires y se ganó la vida como periodista. Sus artículos fueron publicados en diarios y revistas de la época como Crítica, Noticias Gráficas, Clarín, La Nación, El Hogar, Caras y Caretas, Fray Mocho, Atlántida, entre otras.
El periodista Enrique González Tuñón ―que escribía para el diario Crítica su columna sobre tangos― la relacionó con lo que se llamaba «el ambiente».
En 1922 ―a los 24 años de edad― publicó su primer libro de poemas, Versos de mujer.
Dos años después publicó el segundo, Rama frágil.
En 1927, el poeta Carlos Muñoz ―más conocido como Carlos de la Púa o el Malevo Muñoz― debía hacerle una letra a un tango de Julio De Caro, justamente titulado El malevo, pero como no escribía letras de tango se lo pasó a Enrique González Tuñón. Este tampoco escribía poemas ―el poeta era su hermano Raúl González Tuñón (1905-1974)―, por lo que le pasó el encargo a María Luisa Carnelli, que en esa época era su pareja. Muñoz omitió transmitirle esta información a De Caro: «Lamentablemente, De Caro en sus memorias da como autor a Muñoz, pero la letra la escribí yo».
La cantante Rosita Quiroga grabó ese tango el 16 de marzo de 1928.

Yo fui una muchacha de familia burguesa con ambiciones literarias a quien le resultaba realmente incongruente escribir tangos lunfardos. Mi padre jamás supo que yo los escribía. Él no quería que yo fuera demasiado libre.
María Luisa Carnelli

En 1928 publicó Poemas para la ventana del pobre.
En todas las discografías y comentarios al respecto es ella la que figura, con su seudónimo Mario Castro, aunque De Caro lo grabó el 2 de febrero de 1928 en forma instrumental. También le puso letra a Moulin Rouge, de Francisco De Caro, que la orquesta grabó tres veces, siempre sin canto, y a Primera agua, cuyo estribillo estuvo a cargo de Félix Gutiérrez, en su única intervención en este conjunto. Como Luis Mario ―su otro seudónimo― escribió la letra a Dos lunares de Francisco De Caro, que también se grabó de manera instrumental.

Hacia 1929 con Edgardo Donato compuse Se va la vida. Como en aquel momento casi todos los tangos llevaban letras lunfardas y yo ya conocía ese lenguaje por mis hermanos y por el ambiente periodístico que frecuentaba, tenía que usarlo. En ocasión de un homenaje a Filiberto, se sentó a mi lado mi colega Last Reason. En dicha reunión, la orquesta invitada tocó Se va la vida. Entonces Reason comentó que era un tango realmente lindo, a excepción de la letra. Se despachó a gusto en contra de la misma, hasta que finalmente le dije que era mía. ¡Hay que ver el mal momento que le hice pasar! Ese tango se impuso en España, llevado por Azucena Maizani. Allá gustó mucho, a tal punto que Manuel Pizarro me comentó que los tangos que más solicitaban eran La cumparsita, Adiós muchachos y Se va la vida.
María Luisa Carnelli

En los años treinta el tango comenzó a decaer en el interés popular. El dinero que recibía Carnelli en concepto de derechos de autor también empezó a disminuir. Consultó con el músico Sebastián Piana alguna cosa para seguir trabajando y decidieron crear otro ritmo que no fuera jazz, ni «tropical»: el tam tam. Pero cuando presentaron el proyecto a Raúl Apold, el Secretario de Prensa del gobierno de Perón, este lo archivó.
Entre 1933 y 1939 fue corresponsal en España de la revista Ahora (de Buenos Aires). Participó en defensa de la democracia durante la guerra civil española.

Escribí cuentos y poemas, viajé por 24 países; fui corresponsal para un diario argentino desde España durante la guerra civil. Escribí letras de tango porque sobreviven más, por su popularidad y porque con la letra de Cuando llora la milonga, de Filiberto, gané más que publicando ocho libros.
María Luisa Carnelli

## Letras de tango
Carnelli escribió muchas letras de tango, entre ellas las de Pa'l cambalache (con Rafael Rossi), grabado por Gardel; La naranja nació verde, con el mismo artista; Dieciocho kilates y Quiero papita, con Ernesto Ponzio, el último registrado por la Orquesta Típica Víctor y con Alberto Gómez. La misma orquesta, con Luis Díaz, le grabó ¡Cómo me gusta!, con música de Ascanio Donato. Para Juan de Dios Filiberto escribió la letra de Linyera y de un gato, Azul de cielo. Para Luis Teisseire hizo Mano santa y la milonga Luna roja. También es la autora de El taura, Avellaneda, ¿De quién es eso?, Tardes pampeanas y varias más.
Existían rumores ―posiblemente para restarle importancia como letrista mujer― que decían que sus letras más populares no las había escrito ella sino Enrique González Tuñón, quien fue su pareja sentimental hasta el fallecimiento de él, en 1943.
Con respecto a Cuando llora la milonga, en el libro Cien tangos fundamentales ―de Oscar Del Priore e Irene Amuchástegui― se cita a Roberto Selles, a quien la autora le confió: «Es mi letra más popular, pero no la que más me agrada: tuve que escribirla un poco a gusto del compositor».
Y con respecto a Linyera, tango que obtuvo el primer premio en los concursos de Max Glücksmann de 1930:

El término utilizado no es correcto. Pues la historia narra el revés que sufre un hombre por la traición de un amor, entonces emigra de su ambiente y se dedica a la vagancia, por lo tanto es un vago o un atorrante, o sea una persona dedicada al ocio, a la haraganería, un ocioso sin ocupación ni domicilio, un holgazán, pero nunca un linyera. El linyera era un pobre en busca de trabajo, jornalero o peón y que solía transitar en los trenes que marchaban para las zonas del interior del país donde hubiera cosechas para levantar. Iba con la «linyera» al hombro: un palo, por ejemplo, sosteniendo un atado de ropas y algún alimento. A unos y otros, más tarde, se los llamó «crotos», por aquel gobernador de Buenos Aires, José Camilo Crotto, que les dio pasaje gratis en los vagones de carga.
María Luisa Carnelli

En 1933 publicó el libro en prosa ¡Quiero trabajo!.
Como militante comunista siempre estuvo en contra del gobierno de Juan Domingo Perón; cuando este cayó ―en el golpe de Estado de 1955― y sobrevino la dictadura de Aramburu, Carnelli tuvo que exiliarse a México.

## Opiniones sobre los tangueros
Cuando se refería a los cantores de tango, expresaba su preferencia por el Gardel de las primeras épocas. De los tangueros posteriores le gustaba Jorge Sobral.

...aquí ha habido una especial idolatría por Discépolo y es un error. Se ha dicho de él que era el Schopenhauer del tango, pero [yo creo que] no por el genio sino por el pesimismo. Ese fue su error. Quien sí era un apóstol era Almafuerte. Un verdadero poeta. También Navarrine y Manzi, que se han acercado a lo nuestro. Allí está, por ejemplo, un tema como Gajito de cedrón.
María Luisa Carnelli

El tango de ahora no me gusta. Hay muchas orquestaciones, mucha técnica, pero le han quitado su carácter de porteño. El tango me gusta hasta 1940 por la fuerza exultante que trae del mismo país. Además, no estaba comercializado. Había una emulación legítima, no la que fue impuesta después. Si un músico creaba algo, otro intentaba superarlo sanamente. El tango canción alcanzó su punto máximo con Filiberto. Después de la guerra viene la decadencia, pierde mercados, decae en el exterior, se tolera una invasión de jazz. Por eso me quedo con la Guardia Vieja, sin dejar de reconocer el que va de 1925 a 1940. Al tango no se le ha hecho una propaganda adecuada. Ha habido una penetración imperialista de fabulosos capitales que ha permitido que el tango vegete, mientras los demás ritmos lo iban ahogando. Hubo épocas que se obligaba a ejecutar un cincuenta por ciento de música nacional. Fue cuando a mí se me ocurrió crear ese nuevo ritmo, que para mí era muy argentino.
María Luisa Carnelli

## Obras[1]
- 1927: Se va la vida (música de Edgardo Donato y Roberto Zerrillo, estrenado por Azucena Maizani, quien durante mucho tiempo lo utilizó como su caballito de batalla, y lo grabó Agustín Magaldi en 1930):[8]

Se va la vida...
se va y no vuelve...
Escuchá este consejo:
si un bacán te promete acomodar,
entrá derecho viejo.
 Se va pebeta...
- Cuando llora la milonga, con música de Juan de Dios Filiberto.[8]

Si me preguntaran por qué escribí letras de tango, diría un poco porque sobreviven más, por su popularidad. Y porque con una sola letra, la de Cuando llora la milonga, gané más que publicando ocho libros. A pesar de ser mi tema más popular, no es la que más me agrada.
María Luisa Carnelli

Según el periodista y estudioso del tango Roberto Selles, quien realizó varias obras con Carnelli, ella le confió que Filiberto le había cambiado una palabra fundamental en un tango, cosa que le produjo un profundo desagrado. Mientras su poema decía:
Y como un corazón
el hueco de un zaguán,
recoge la oración
 que triste dice «cruel mujer».
Filiberto cambió «cruel mujer» por «fiel mujer». Después de muchos años ella seguía manifestándose indignada por aquella intromisión.
La popularidad de este tango se verifica en las innumerables versiones que tuvo. Además de Gardel, ese año 1928 lo grabó Ignacio Corsini y Roberto Firpo. Un año antes lo habían hecho en forma instrumental Osvaldo Fresedo y Juan Pacho Maglio. Francisco Canaro lo hizo en varias ocasiones: en 1927 con la voz de Agustín Irusta, en 1930 en dos versiones con Charlo y Ada Falcón, y en 1939 con el Quinteto Pirincho. También lo hicieron Ricardo Tanturi con Osvaldo Ribó, Alfredo de Ángelis y el Sexteto Tango, entre otros.
- 1928: Malevo.[2]
- 1928: Primera agua (firmado como Mario Castro) tango; fue es grabado ese mismo año por el cantor Félix Gutiérrez (música de Francisco De Caro).

Pa’gambetearle a la mishiadura
entró a trabajar de engrupidor,
a un mixto le dio en la matadura
 y de prepo al reaje conquistó.
- Dos lunares, con música de Francisco De Caro.
- Moulin Rouge, con música de De Caro, grabado por este en 1929 con la voz de Luis Díaz, en 1941 con el cantor Héctor Farrel y en 1953 con Roberto Medina.
- Linyera (también con Filiberto, fue primer premio Max Glücksmann en 1930 y grabado ese año por Ignacio Corsini y Francisco Canaro).

Cierta noche fue,
no quisiera recordar:
¡por mala estrella me alejé
 del barrio y de mi hogar!
- ¿Cómo me gusta?, con música de Edgardo Donato.
- Pa’l cambalache, con música de Rafael Rossi.
- Apaga la luz, con música de Rafael Rossi.
- Silencio y luna, con música de Rafael Rossi.
- La milonga del olvido, con música de Rafael Rossi.

No sé pa’ dónde habrá ido
ni si volverá siquiera;
hay aves que forman nido
al llegar la primavera.
No sé si estoy esperando
o desesperando vivo,
lo que sé es que estoy cantando
 la milonga de su olvido.
- Quiero papita, con música de Ernesto el Pibe Ponzio. En este texto ocupa el rol masculino:

Yo soy un gil:
¿quién me mandó
tener mujer?
Yugar pa’ vos
y no poder
tirarme un par
de lindos mangos
a la marchanta.
 ¡si es mi placer!
- 18 quilates, con música de Ernesto el Pibe Ponzio.
- Avellaneda, con música de Ernesto el Pibe Ponzio.
- El taura, con música de Ernesto el Pibe Ponzio.
- La vida es una cebolla, con música de José Servidio.
- Siempreviva, con música de Ricardo Luis Brignolo.
- Luna roja, con música de Luis Teisseire:

La vida, como la muerte,
 llega sin decir que vino.
- Tango de la guardia, con música de Ernesto de la Cruz.
- Jacinto retinto, con música de Sebastián Piana.

Voy a cantar los primores
del negro Jacinto Parras,
apagador de faroles
 y encendedor de guitarras.
- Decí cuando (milonga), con música de Roberto Selles.
- La mula (milonga), con música de Roberto Selles.
- La del cerrojo (milonga), con música de Roberto Selles.
- La del olvido (milonga), con música de Roberto Selles.
- Brillante como un lucero (milonga), con música de Roberto Selles.
- La querendona (milonga), con música de Roberto Selles.
- Ayuná conmigo (milonga tangueada), con música de Roberto Selles.
- Oscura canción (canción), con música de Roberto Selles.
- ¿Desde qué estrella me mirás? (habanera), con música de Roberto Selles.
- La naranja nació verde (habanera milonguera) con música de Rafael Rossi.
- El plato volador (corrido polqueado), con música de Rossi.
- Tardes pampeanas (estilo), con música de Ernesto Ponzio.
- Al caer la tarde (estilo), con música de Ernesto Ponzio.
- Manosanta (ranchera) con música de Germán Teisseire.
- Que sí, que no... (zamba) con música de Patrocinio Díaz.
- Que diga la moza (zamba) con música de Argentino Valle.
- Azul cielo (gato) con música de Juan de Dios Filiberto.